# Veronica praecox
Veronica praecox es una especie  de planta de la familia de las plantagináceas. Es originaria de Europa

## Descripción
Planta anual, peloso glandular de 5-20 cm, de hojas ovadas, muy dentadas de pecíolo corto. Flores azules, aproximadamente 3 mm de diámetro, solitarias en axilas foliares, formando una inflorescencia terminal y estrecha, espiciforme, que ocupa la mayor parte del tallo. Cáliz cuatrilobulado. Cápsula obovada plana, peloso-glandular. Florece en primavera.

## Hábitat
Habita en campos cultivados, prados de siega y colinas pedregosas.

## Distribución
En el sur, centro y oeste de Europa.

## Taxonomía
Nombres comunes:
- Castellano: gallinerilla temprana.

Sinónimos:
- Veronica   thessala Formánek   [1897, Verh. Naturf. Vereins Brünn, 35 : 181]
- Veronica ocymifolia Thuill. [1799, Fl. Env. Paris, éd. 2 : 10]
- Veronica formanekii Heldr. [1897, Deutsche Bot. Monatsschr., 15 : 321]
- Veronica triphyllos subsp. praecox (All.) Corb. [1894, Nouv. Fl. Normandie : 433]
- Omphalospora praecox (All.) Fourr. [1869, Ann. Soc. Linn. Lyon, sér. 2, 17 : 129]
- Cochlidiosperma praecox (All.) Opiz [1852, Seznam : 31]
- Cardia praecox (All.) Dulac